# Соціальний конфлікт
Соціальний конфлікт — це найвища стадія розвитку суперечностей у відносинах між людьми, соціальними групами, суспільства в цілому, яка характеризується зіткненням протилежно спрямованих інтересів, цілей, позицій суб'єктів взаємодії. Конфлікти можуть бути прихованими або явними, але в їх основі завжди лежить відсутність згоди між двома або більше сторонами.
Подібні кофлікти відрізняються від соціальних суперечностей усвідомленням на суб'єктивному рівні особою, групою осіб, спільнотою, організацією чи партією. Згідно з Ентоні Ґіденсом, перетворення суперечностей на конфлікт відбувається за умов придушення базових інстинктів більшості населення що викликає соціальну напруженість і вибух. Також базисом можуть слугувати нормативно-цінностні розбіжності мети та інтересів осіб чи певних груп суспільства.